# Crush Proof
Crush Proof è un film del 1998 diretto da Paul Tickell.

## Trama
Il film racconta la storia di Neal, carismatico sociopatico che ha trascorso del tempo in prigione e che una volta rilasciato cerca di riallacciare i rapporti con il figlio piccolo che non ha mai visto e con gli indifferenti genitori. Dopo aver visitato la tomba del suo vecchio cavallo, si ricongiunge alla sua vecchia gang del "pony club" delle periferie del Northside di Dublino.

## Distribuzione
Il film è stato presentato in anteprima alla 55ª Mostra internazionale d'arte cinematografica di Venezia l'8 settembre 1998 ed è stato regolarmente distribuito in Irlanda e Regno Unito dalla Clarence Pictures dal 4 giugno 1999. La distribuzione nelle sale olandesi è avvenuta il 19 ottobre 2000, mentre in quelle italiane il 19 giugno 2001. In Germania il film è uscito con il titolo Dublin Desperados.